# 신동읍
신동읍(新東邑)은 대한민국 강원특별자치도 정선군의 읍이다. 강원특별자치도 춘천시 신동면과 한자가 동일한 지역이다.

## 역사
조선 중엽에는 평창군 동면 관할로 있었으나, 1906년 평창군에서 정선군으로 편입되면서 신동면이란 지명을 갖게 되었다. 1950년 광산개발로 상주인구가 차츰 증가하기 시작하였다. 그러다가 1970년대 후반, 에너지 파동으로 인해 석탄소요량이 늘어나자 인구도 급격히 증가하면서 신동면이 신동읍으로 승격되었다.
2008년 10월 현재에는 석탄합리화방침에 따라 함백광업소가 폐광되었으나 함백농공단지가 가동중이며 예미농공단지가 조성중에 있으며, 대체산업단지 임대공장 준공 등으로 기업유치가 활발히 진행되고 있는 실정이다.
신동읍은 1948년 ∼ 1980년의 석탄산업개발로 인구가 한때는 4,772가구 24,669명의 최고치를 기록한 때가 있었으나, 1993년 석탄산업합리화로 폐광되면서 급격한 인구 감소와 경제적 어려움을 겪게 되었다. 이후 38번 국도 확·포장사업 준공과 함께 동강옛길 생태탐방로 조성, 연포 생태학교 조성, 백운산 등산로 및 주차장 정비, 동강 전망 자연휴양림 조성, 타임캡슐 공원 조성, 친환경 대중골프장 조성, 예미농공단지 조성, 대체산업부지 임대공장 건립 등 지리적으로 열악한 지역의 단점을 극복하기 위해 노력했다.
2022년 10월 5일, 기초과학연구원 지하실험연구단의 지하실험시설 예미랩이 준공되어 2023년부터 실험을 시작할 예정이다.

## 행정 구역

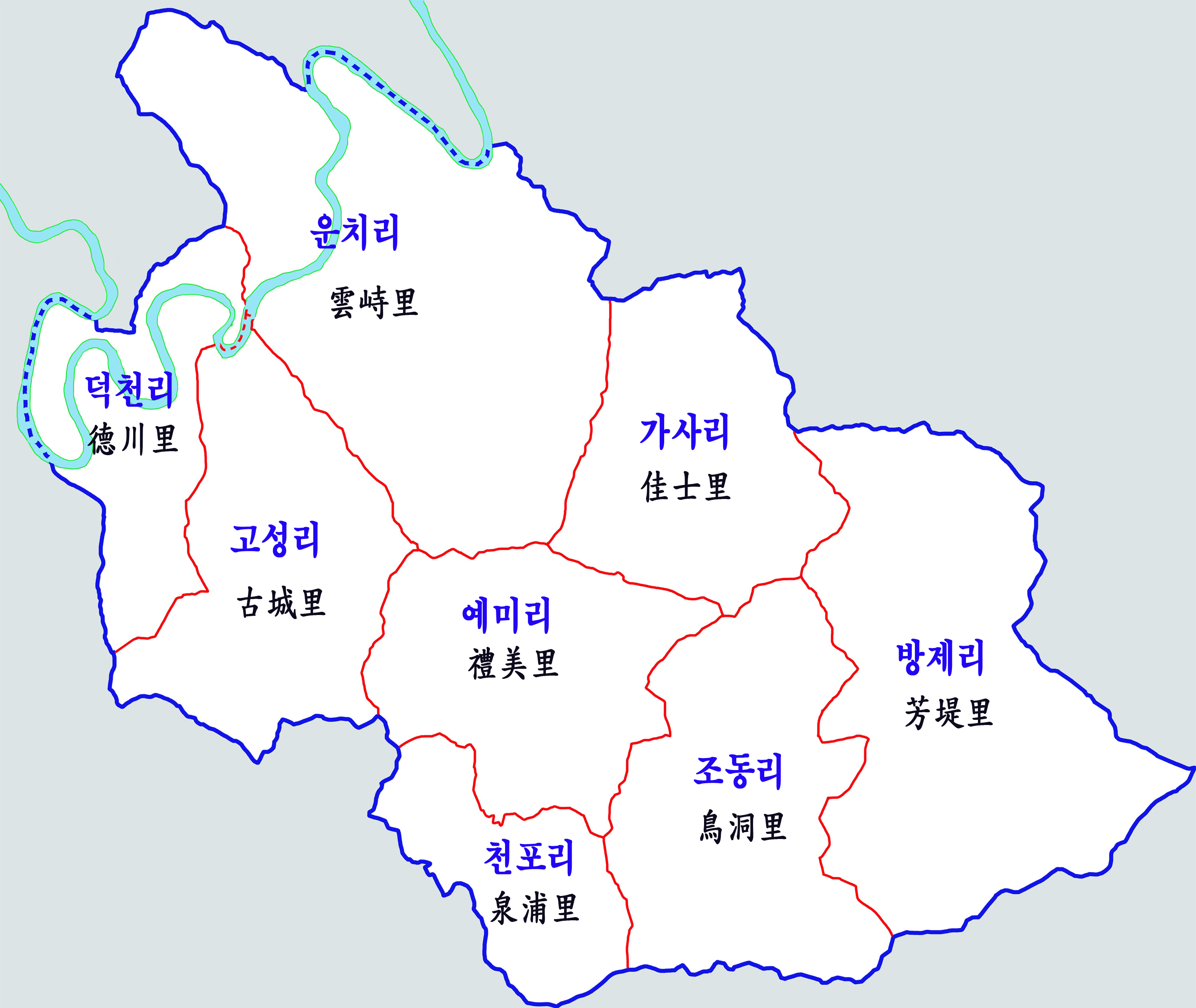
신동읍지도

- 예미리(禮美里)
- 천포리(泉浦里)
- 가사리(佳士里)
- 고성리(古城里)
- 덕천리(德川里)
- 운치리(雲峙里)
- 조동리(鳥洞里)
- 방제리(芳堤里)

## 교육
- 예미초등학교
  - 고성분교
  - 운치분교
- 함백초등학교
- 함백고등학교
- 함백중학교